# Лаунеле де Сус (Арђеш)
Лаунеле де Сус (рум. Lăunele de Sus) насеље је у Румунији у округу Арђеш у општини Кука. Oпштина се налази на надморској висини од 474 m.

## Становништво
Према подацима из 2002. године у насељу је живело 202 становника, од којих су сви румунске националности.